# デイノコッカス-サーマス門
デイノコッカス-サーマス門(Deinococcus-Thermus)は、強い放射線耐性菌と好熱性細菌を含む細菌の小型の門である。デイノコッカス門(Deinococci)とされることもある。
一般に好気、従属栄養性。最終電子受容体に酸素以外の物質を利用できる種もいるが、酵母エキスやペプトン、グルコースを主体とした培地で好気的に培養が可能な場合が多い。細胞形状は一般的な球菌又は桿菌で、しばしばコロニーはカロテノイドによる着色が見られる。
基本的にはグラム陰性であるが、一部の属は細胞壁に厚いペプチドグリカン層を持つためグラム陽性に染色される。しかしグラム陽性のものであっても細胞壁の構造自体はグラム陰性菌に類似しており、タイコ酸を欠きペプチドグリカン層の外側に外膜を持っている。
小型の門であるが特異な性質を持つこともあり、現在20種の全ゲノムが解析されている。

## 分類
上位分類は2025年6月現在、暫定的にテルモトガ界として分類されている。
下位分類はデイノコックス綱で、そこに2目を含む。かつてはフィルミクテス門（グラム陽性菌門）に含められていたが、細胞構造の詳細な解析により、標準的なグラム陽性菌との差異が明らかになると、デイノコックス・テルムス門として独立の門が与えられた。
デイノコックス目
強い放射線耐性が特徴。学名は奇妙な果実(δεινόσ(Deinos)+coccus)という意味。通常の土壌から糞便、温泉にまで広く分布する。
- デイノコッカス科/Deinococcaceae 
  - Deinococcus - Deinobacterium
- トルエペラ科/Trueperaceae  
  - Truepera

テルムス目
好熱菌。初期に発見された高度好熱菌の一つであり、学名はそのままギリシア語で熱い（Θερµοσ, ラテン文字:thermos）を意味している。温泉から海洋熱水域に生息し、50-75℃付近に至適増殖温度を持つものが多い。
- サーマス科/Thermaceae 
  - Thermus - Marinithermus - Meiothermus - Oceanithermus - Vulcanithermus